# Charu Majumdar
Charu Majumdar (auch Charu Mazumdar transkribiert; Bengalisch: চারু মজুমদার, Cāru Majumadār; * 1918 in Shiliguri, Westbengalen; † 28. Juli 1972 in Alipur) war ein indischer kommunistischer Parteifunktionär. 

## Leben
Majumdar wuchs in einer politisch liberalen Grundbesitzerfamilie auf. Er verließ 1938 ohne Abschluss das College. Vorübergehend war er Mitglied der Kongresspartei. 1946 schloss er sich der Tebhaga-Bewegung an. Er wurde 1948 für drei Jahre sowie 1962 und 1965 für kurze Zeit inhaftiert.
Mitte der 1960er Jahre organisierten Majumdar und Kanu Sanyal eine  Links-Fraktion innerhalb der Communist Party of India (Marxist) (CPI(M)) im nördlichen Bengalen. 1967 gab es einen gewalttätigen Bauern-Aufstand in dem Dorf Naxalbari, angeführt von der Majumdar-Sanyal-Gruppe. Diese Gruppe wurde später nach dem Ort ihres ersten öffentlichen Auftretens der maoistischen Naxaliten genannt. Acht von Charu Majumdar zu dieser Zeit geschriebene Artikel – bekannt als die Historic Eight Documents – gelten als das ideologische Gründungsdokument der Naxaliten: Die Revolution müsse den Weg des bewaffneten Kampfes nach dem Vorbild der Chinesischen Revolution und Maos gehen. Im selben Jahr verließen Majumdar und Sanyal die Kommunistische Partei und gründeten das All India Coordination Committee of Communist Revolutionaries, aus dem heraus 1969 als Abspaltung von der Marxistischen Kommunistischen Partei Indiens die Kommunistische Partei Indiens (Marxisten-Leninisten) gegründet wurde, mit Majumdar als Generalsekretär.
In einem Versteck wurde Majumdar am 16. Juli 1972 gefangen genommen, er starb in Polizeigewahrsam im Zentralgefängnis von Alipore am 28. Juli 1972.